# Premier secteur de Marseille
Le Ier secteur de Marseille comprend les 1er et 7e arrondissements de la ville.

## Histoire
La loi n°75-1333 du 31 décembre 1975 regroupe les arrondissements de Marseille pour l'élection du conseil municipal : le Ier secteur est alors composé des 1er et le 4e arrondissements.
La loi PLM de 1982 dote les secteurs de conseils et maires élus. Le Ier secteur est alors élargi vers les Quartiers nord et compte les 1er, 4e, 13e et 14e arrondissements.
Les secteurs sont de nouveau redécoupés en 1987 : le Ier secteur comprend depuis les 1er et le 7e arrondissements.

## Politique
Le conseil du Ier secteur compte 33 membres, dont 11 siègent également au conseil municipal de Marseille.
Le secteur bascule à droite en 1995, alors que Jean-Claude Gaudin est élu maire de Marseille. Il bascule à gauche en 2008 puis de nouveau à droite en 2014 avant de revenir à gauche en 2020.
| Élection | Arrdt.              | Nom                | Parti | Parti          |
| -------- | ------------------- | ------------------ | ----- | -------------- |
| 1983     | 1er, 4e, 13e et 14e | Lucien Weygand     |       | PS             |
| 1989     | 1er et 7e           | Jean-Claude Imbert |       | diss. PS       |
| 1995     | 1er et 7e           | Jean Roatta        |       | UDF            |
| 2001     | 1er et 7e           | Jean Roatta        |       | DL             |
| 2008     | 1er et 7e           | Patrick Mennucci   |       | PS             |
| 2014     | 1er et 7e           | Sabine Bernasconi  |       | UMP puis LR-SL |
| 2020     | 1er et 7e           | Sophie Camard      |       | LFI puis GRS   |